# Lý Nguyên Triều
Lý Nguyên Triều (sinh năm 1950) là một chính khách cao cấp của Trung Quốc, quê quán Giang Tô. Ông từng là Ủy viên Bộ Chính trị Đảng Cộng sản Trung Quốc khóa 18, Phó Chủ tịch nước Cộng hòa Nhân dân Trung Hoa nhiệm kỳ 2013 đến năm 2018.

## Xuất thân
Lý Nguyên Triều sinh ngày 20 tháng 11 năm 1950, cha của ông là Lý Thiên Thành từng là: Phó Bí thư Thường Châu, Ủy viên Thường vụ - Phó Thị Trưởng Thượng Hải.
Ông lớn lên ở mỏ khi còn nhỏ. Tốt nghiệp trường trung cấp tại Thượng Hải năm 1966. Ông bắt đầu làm việc từ tháng 11 năm 1968. Từ năm 1968 đến năm 1972, ông là nhân viên của Nông trường Thượng Hải ở huyện Đại Phong, tỉnh Giang Tô, và tham gia lao động tại nông trường. Năm 1972, ông được giới thiệu vào học Khoa Toán của Đại học Sư phạm Thượng Hải (nay là Đại học Sư phạm Hoa Đông), và tốt nghiệp năm 1974. Từ năm 1974 đến năm 1975, ông là giáo viên Trường Trung học Cơ sở Nam Xương Thượng Hải. Từ năm 1975 đến năm 1978, ông là giáo viên tại Trường Cao đẳng Công nghiệp Nghiệp dư ở Quận Luwan, Thượng Hải. Khi kỳ thi tuyển sinh đại học tiếp tục vào năm 1977, ông được nhận vào Khoa Toán học, Đại học Phúc Đán, chuyên ngành Toán học và gia nhập Đảng Cộng sản Trung Quốc vào tháng 3 năm 1978. Trong thời gian đi học, ông làm phó bí thư rồi bí thư chi đoàn tổng hợp khoa Toán. Sau khi tốt nghiệp năm 1982, ông ở lại trường giảng dạy và là giáo viên Khoa Quản lý của Đại học Phúc Đán và Phó bí thư Ủy ban Đoàn Thanh niên.

## Sự nghiệp chính trị

### Đoàn Thanh niên đến Bộ Văn Hóa
Sự khởi đầu của Lý trong chính trường của ĐCSTQ bắt nguồn từ hệ thống của Đoàn Thanh niên Cộng sản . Năm 1983, Lý Nguyên Triều, 33 tuổi, được bí thư Thành ủy Thượng Hải của Đảng Cộng sản Trung Quốc, tiến cử cho Hồ Diệu Bang làm Phó bí thư Đoàn Thanh niên Cộng sản Thượng Hải. Cùng năm đó, ông được thăng chức bí thư Đoàn Thanh niên Cộng sản Thượng Hải. Tại Hội nghị toàn thể lần thứ hai của Ban Chấp hành Trung ương Đoàn Thanh niên Cộng sản khóa XI tổ chức vào tháng 12 năm 1983, ông được bầu làm Bí thư Ban Bí thư Trung ương Đoàn Thanh niên Cộng sản, phụ trách công tác tuyên giáo, và phục vụ cho đến nay. Năm 1990. Trong thời kỳ này, ông còn giữ chức phó chủ tịch Liên đoàn Thanh niên toàn Trung Quốc và chủ nhiệm Ủy ban Công tác của Thanh niên Tiền phong Trung Quốc. Từ năm 1988 đến năm 1991, Lý học kinh tế và quản lý dưới sự hướng dẫn của 1 nhà kinh tế học tại Trung tâm Kinh tế và Khoa học Quản lý của Đại học Bắc Kinh và lấy bằng thạc sĩ về quản lý.
Năm 1990, ông rời Ủy ban Trung ương của Đoàn Thanh niên Cộng sản. Từ năm 1990 đến năm 1993, ông giữ chức vụ trưởng phòng đầu tiên của Đoàn Tuyên truyền Đối ngoại Trung ương. Từ năm 1993 đến năm 1996, ông làm Phó Trưởng đoàn Tuyên truyền Đối ngoại Trung ương, Phó Trưởng Ban Tuyên giáo Đối ngoại Trung ương, Phó Giám đốc Văn phòng Thông tin Quốc vụ viện. Từ năm 1991 đến năm 1995, ông nghiên cứu chủ nghĩa xã hội khoa học tại Khoa Sau đại học Trường Đảng Trung ương Đảng Cộng sản Trung Quốc và lấy bằng Tiến sĩ luật. Từ năm 1996 đến năm 2000, ông giữ chức Thứ trưởng và Phó Bí thư Đảng đoàn Lãnh đạo Bộ Văn hóa Cộng hòa Nhân dân Trung Hoa.

### Bí thư Giang Tô
Năm 2000, ông chuyển đến tỉnh Giang Tô, một tỉnh kinh tế lớn, nơi ông giữ chức Phó Bí thư Tỉnh ủy Trung Quốc cho đến năm 2002. Từ năm 2001 đến năm 2003, ông kiêm nhiệm Bí thư Thành ủy Nam Kinh của Đảng Cộng sản Trung Quốc.。
Năm 2002, ông được bầu làm Ủy viên dự khuyết của Ban Chấp hành Trung ương Đảng Cộng sản Trung Quốc lần thứ 16 tại Đại hội đại biểu toàn quốc lần thứ 16 của Đảng Cộng sản Trung Quốc. Chỉ hai tháng sau, ông kế nhiệm Hồi Lương Ngọc vị trí bí thư tỉnh Giang Tô cho đến năm 2007. Tháng 2 năm 2003, ông được bầu làm giám đốc Ủy ban Thường vụ Đại hội Nhân dân tỉnh Giang Tô và phục vụ cho đến năm 2007.

### Hoạt động tại Trung ương

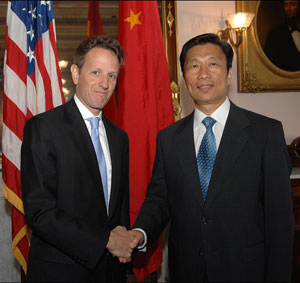
Lý Nguyên Triều gặp Bộ trưởng Tài chính Hoa Kỳ Geithner

Trước Đại hội đại biểu toàn quốc lần thứ 17 của Đảng Cộng sản Trung Quốc, LÝ Nguyên Triều được điều động đến Ủy ban Trung ương vào năm 2007 và giữ chức vụ Trưởng Ban Tổ chức của Trung ương Đảng Cộng sản Trung Quốc. Sau đó, tại Hội nghị toàn thể lần thứ nhất Ban Chấp hành Trung ương Đảng Cộng sản Trung Quốc khóa, ông được bầu làm Ủy viên Cục Chính trị Trung ương Đảng Cộng sản Trung Quốc kiêm Bí thư Ban Bí thư Trung ương Đảng Cộng sản Trung Quốc. Tại Phiên họp nhất của Ủy ban Trung ương CPC khóa 18 tổ chức vào năm 2012 , Lý được bầu lại làm Ủy viên Bộ Chính trị của Ủy ban Trung ương. Sau Đại hội đại biểu toàn quốc lần thứ 18 của Đảng Cộng sản Trung Quốc năm 2012 , ông không còn giữ chức vụ Trưởng ban Tổ chức của Ban Chấp hành Trung ương Đảng Cộng sản Trung Quốc và vị trí này được thay thế bởi Triệu Lệ Dĩnh.
Đại hội đại biểu toàn quốc lần thứ VII của Đảng Cộng sản Trung Quốc lần đầu tiên đưa ra chủ trương tám đặc điểm để cải cách hệ thống cán bộ và nhân sự: "dân chủ, cởi mở, cạnh tranh và lựa chọn những người giỏi nhất". Trong thời kỳ ông làm Trưởng ban Tổ chức của Ủy ban Trung ương, Ban Tổ chức của Ủy ban Trung ương đã thực hiện một loạt các biện pháp cải cách, bao gồm cải cách hệ thống đề cử cán bộ và thực hiện cạnh tranh dựa trên thành tích.

## Phó Chủ tịch nước

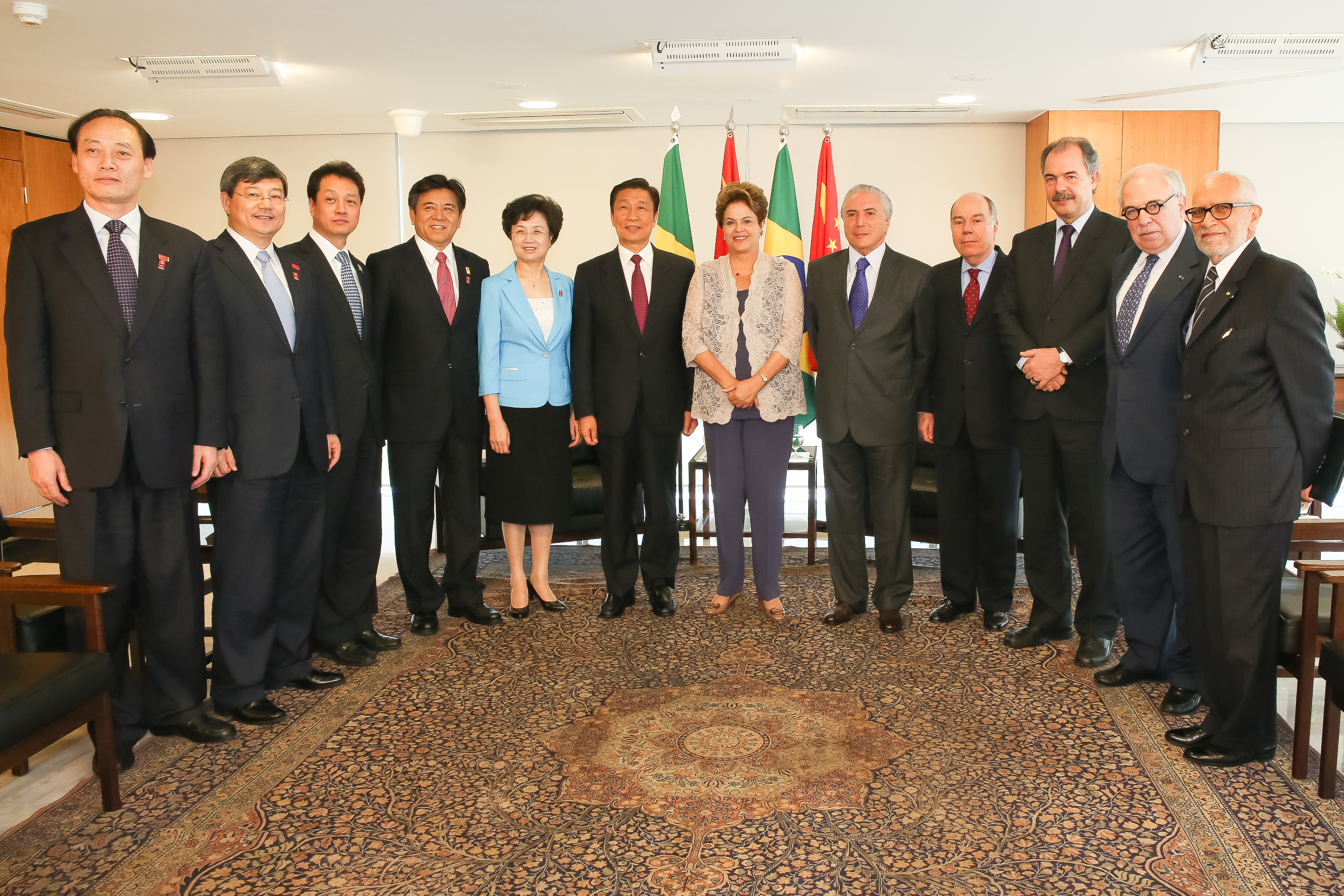
Lý Nguyên Triều gặp Tổng thống Brazil Dilma Rousseff và Phó Tổng thống Brazil Michel Temer trong chuyến công du năm 2015

Vào ngày 15 tháng 11 năm 2012, ông được bầu lại làm Ủy viên Bộ Chính trị của Ủy ban Trung ương tại Phiên họp Ủy ban Trung ương khóa 18 . Vào ngày 14 tháng 3 năm 2013, tại Phiên họp toàn thể lần thứ tư của Kỳ họp thứ nhất của Đại hội đại biểu nhân dân toàn quốc lần thứ mười hai tổ chức ở Bắc Kinh, Lý Nguyên Triều 63 tuổi, được bầu làm Phó Chủ tịch nước Cộng hòa Nhân dân Trung Hoa, kế nhiệm Tập Cận Bình, được bầu lần đầu tiên từ tháng 3 năm 1998. Phó Chủ tịch Ủy ban Thường vụ Bộ Chính trị Trung ương Đảng Cộng sản Trung Quốc.
Ông là Ủy viên dự khuyết Ban Chấp hành Trung ương Đảng Cộng sản Trung Quốc khóa 16, Ủy viên Ban Chấp hành Trung ương khóa 17 và 18, Ủy viên Bộ Chính trị Trung ương khóa 17, Ủy viên Ban Bí thư Trung ương, và Ủy viên Bộ Chính trị khóa 18 Ban Chấp hành Trung ương. Ủy viên Ủy ban Thường vụ Hội nghị Hiệp thương Chính trị Nhân dân Trung Quốc lần thứ VII, Ủy viên Ủy ban Toàn quốc Hội nghị Hiệp thương Chính trị Nhân dân Trung Quốc lần thứ VIII và IX. Kỳ họp thứ nhất Đại hội đại biểu nhân dân toàn quốc lần thứ XII được bầu làm Phó Chủ tịch nước Cộng hòa nhân dân Trung Hoa. Bộ phận phụ trách đảng và chính phủ của phó chủ tịch của ông có hai trách nhiệm lớn. Một là hỗ trợ Trương Đức Giang phụ trách các vấn đề Hồng Kông và Ma Cao , hai là phụ trách "các tổ chức quần chúng" bao gồm Đoàn Thanh niên Cộng sản , Phụ nữ. Liên đoàn và Hiệp hội Khoa học và Công nghệ dưới sự lãnh đạo của Lưu Vân Sơn.
Vào ngày 24 tháng 10 năm 2017, ông khi đó 67 tuổi, đã không xuất hiện trong danh sách Ủy viên Ban Chấp hành Trung ương Đảng Cộng sản Trung Quốc khóa 19 mới được công bố, trong khi tuổi nghỉ hưu thông thường của các ủy viên Bộ Chính trị là 68. Vào ngày 17 tháng 3 năm 2018, ông thôi giữ chức phó chủ tịch nhà nước tại kỳ họp đầu tiên của Đại hội đại biểu nhân dân toàn quốc lần thứ 13 và được thay thế bởi Vương Kỳ Sơn, người không còn giữ bất kỳ chức vụ nào trong đảng.

## Nghỉ hưu
Kể từ khi nghỉ hưu, ông thỉnh thoảng xuất hiện trong các dịp chính thức và không chính thức, chẳng hạn ngày 30 tháng 9 năm 2018, ông đã tham dự tiệc chiêu đãi Quốc khánh.

### Đánh giá
Ông là nhân vật thuộc Đoàn phái, thân cận của cả hai Tổng Bí thư Hồ Cẩm Đào và Tập Cận Bình.